# Habracanthus
Habracanthus es un género de plantas con flores perteneciente a la familia Acanthaceae. El género tiene 65 especies de hierbas descritas y de estas, solo 15 aceptadas.

## Taxonomía
El género fue descrito por Christian Gottfried Daniel Nees von Esenbeck y publicado en Prodromus Systematis Naturalis Regni Vegetabilis 11: 312. 1847. La especie tipo es: Habracanthus silvaticus Nees.

## Especies seleccionadas
- Habracanthus aglaus
- Habracanthus ampelinus
- Habracanthus antipharmacus
- Habracanthus asplundii
- Habracanthus atropurpureus